# موز صورتی
موز صورتی (نام علمی: Musa velutina) نام یک گونه از سرده موز است. میوه‌های این گیاه به رنگ صورتی و کرکدار هستند، گل آذین‌های آن نیز به رنگ صورتی می‌باشند.